# Burg Königstein
Die Burgruine Festung Königstein gehört zur hessischen Stadt Königstein im Taunus im Hochtaunuskreis in Hessen und ist deren Wahrzeichen. Sie ist eine der größten Burgruinen Deutschlands.

## Lage
Die Ruine der Gipfelburg liegt auf 407 m ü. NHN am westlichen Rand der Altstadt von Königstein. Der Nord- und Westhang des Burgbergs ist bewaldet, weiter im Westen schließen sich unbebaute Landschaftsflächen an.
Benachbart sind die Burgruine Falkenstein nordöstlich, in etwa 1,5 Kilometer Luftlinie, und die Burg Kronberg südöstlich, in ca. 4 Kilometer Luftlinie.

Panorama vom Bergfried. Frankfurt am Main ist im Hintergrund erkennbar.

## Geschichte

### Gründungssage
Der Sage nach kam König Chlodwig (4./5. Jahrhundert) an dem heutigen Burgberg vorbei und ihm erschien eine Jungfrau, die ihm ans Herz legte, Christ zu werden. Nachdem er dies geworden war, habe er dort eine Burg gegründet, von der allerdings nichts belegt ist.

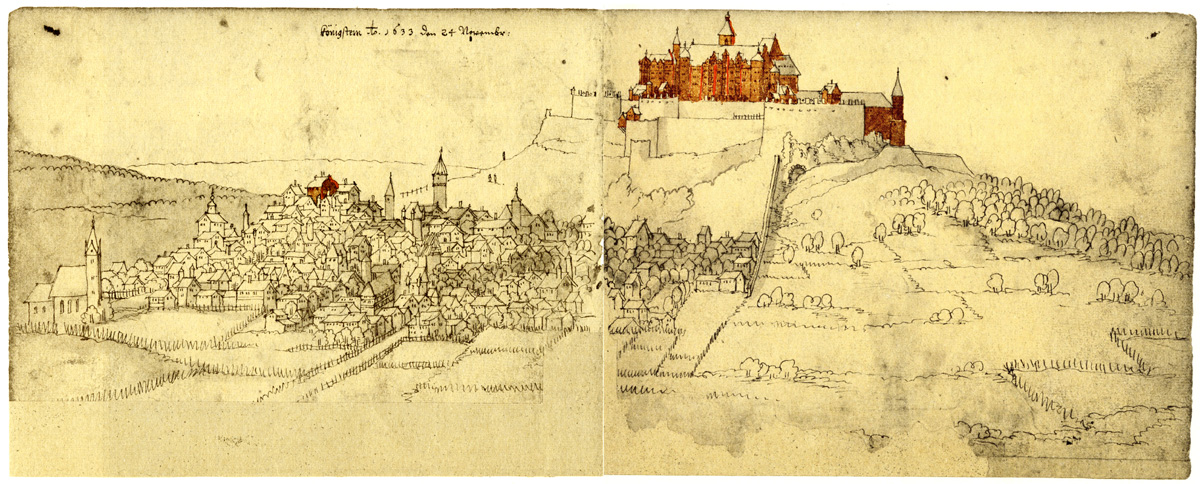
Valentin Wagner: Königstein von Nordosten 1633.

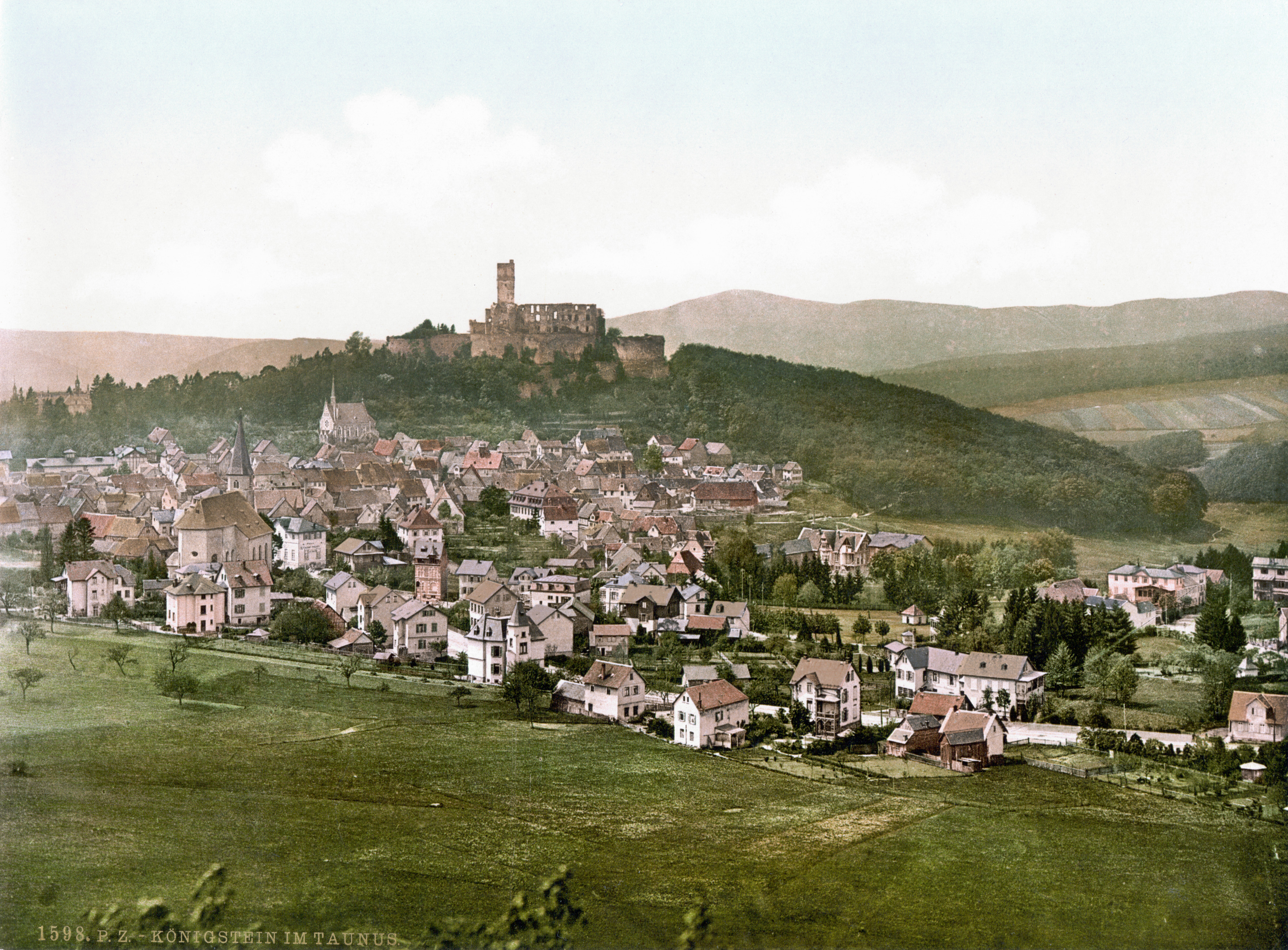
Burg Königstein um 1900

### Mittelalter und frühe Neuzeit
Die ältesten Bebauungsreste auf dem Burgberg von einer älteren Siedlung stammen aus dem 10. oder 11. Jahrhundert. Die ältesten Teile der Kernburg, das sogenannte Fischgräten-Mauerwerk, wurde unter anderem mit Hilfe der C-14-Methode in die erste Hälfte des 12. Jahrhunderts datiert. Als Erbauer kommen daher die Grafen von Nürings (1172 ausgestorben) in Betracht. Nach dem Ende der Stauferzeit erfuhr die Burg unter den Falkensteinern einen energischen Ausbau. Die unteren Geschosse des Bergfrieds stammen aus den ersten Jahrzehnten des 14. Jahrhunderts. Er wurde im Laufe der Zeit noch mehrfach aufgestockt und hat heute eine Höhe von 34 Metern. Die Burg diente, besonders ab Anfang des 14. Jh., zum Schutz der wichtigen Handelsstraße zwischen Frankfurt und Köln.
Durch die Jahrhunderte wurde die Burg vielfach umgebaut und erweitert. Neben der Anpassung an die sich entwickelnde Wehrtechnik wurde auch der Ausbau zu einem renaissancezeitlichen Residenzschloss für die Grafschaft Königstein vorangetrieben. So errichteten im 16. Jahrhundert die Grafen Eberhard IV. von Eppstein und Ludwig zu Stolberg nicht nur die drei mächtigen Rondelle an der Ostflanke, sondern auch die Schaufassade an der Ostseite der Kernburg.
Mit dem Aussterben der Grafenfamilie fiel die Burg 1581 an das Kurfürstentum Mainz, das sie nur noch militärisch nutzte. Erzbischof Johann Philipp von Schönborn veranlasste zwischen 1660 und 1670 die letzte große Ausbaustufe, u. a. mit den eckigen Bastionen an der Südseite.

### Revolutionskriege
Im Ersten Koalitionskrieg hatte am 21. Oktober 1792 die französische Armee unter Adam-Philippe de Custine Mainz eingenommen und wenige Tage darauf Königstein. Nach der Wiedereroberung von Frankfurt am 2. Dezember durch preußische Truppen zog sich ein Teil der französischen Kräfte auf die Festung Königstein zurück, von den Preußen unter Befehl des Generals Friedrich Ludwig zu Hohenlohe dicht verfolgt. Hohenlohe besetzte Oberursel, Burg Falkenstein, die Stadt Königstein und begann am 6. Dezember von Falkenstein aus den Beschuss der Festung. Am 8. Dezember entstand durch hineingeworfene Bomben (deren Herkunft unklar bleibt) ein Brand in der Stadt, der 80 % der Häuser vernichtete. Da die Festung sich auch nach Beschießung nicht ergab, wurde sie eingeschlossen. Am 8. März 1793 ergab sich die Besatzung schließlich. Die 421 Mann und 14 Offiziere wurden auf die Festung Ehrenbreitstein gebracht.
1793 wurden in den Kellern der Burg Mainzer Klubisten, tatsächliche oder vermeintliche Anhänger der Mainzer Republik eingekerkert, unter ihnen auch Caroline Böhmer, die spätere „Romantikermuse“ Caroline Schelling. Sie schreibt über die Haftumstände der Klubisten:
Sie sprechen von Formalitäten, sie sezen Anklage, Vertheidigung, Untersuchung voraus – wo fand dergleichen Statt? Räuberformalitäten übt man an uns – und sie tun nicht wohl im deutschen Eifer einer Nation ausschließlich das Räuberhandwerk zuzueignen. Mir müßten sie es wenigstens nicht sagen, die ich 160 Gefangene sah, welche durch deutsche Hände gingen, geplündert, bis auf den Tod geprügelt worden waren, und ohngeachtet die wenigsten von ihnen den Franken [d. h. den Franzosen] wirklich angehangen hatten, jetzt der deutschen Großmuth fluchen mussten. Königstein bildet eifrige Freyheitssöhne - alles, was sich von Kraft in diesen Armen regt, lehnt sich gegen dies Verfahren auf.
Im weiteren Verlauf des Koalitionskriegs wurde die Burg 1796 erheblich beschädigt, vor allem durch einen misslungenen Sprengversuch.

### Heutiger Zustand

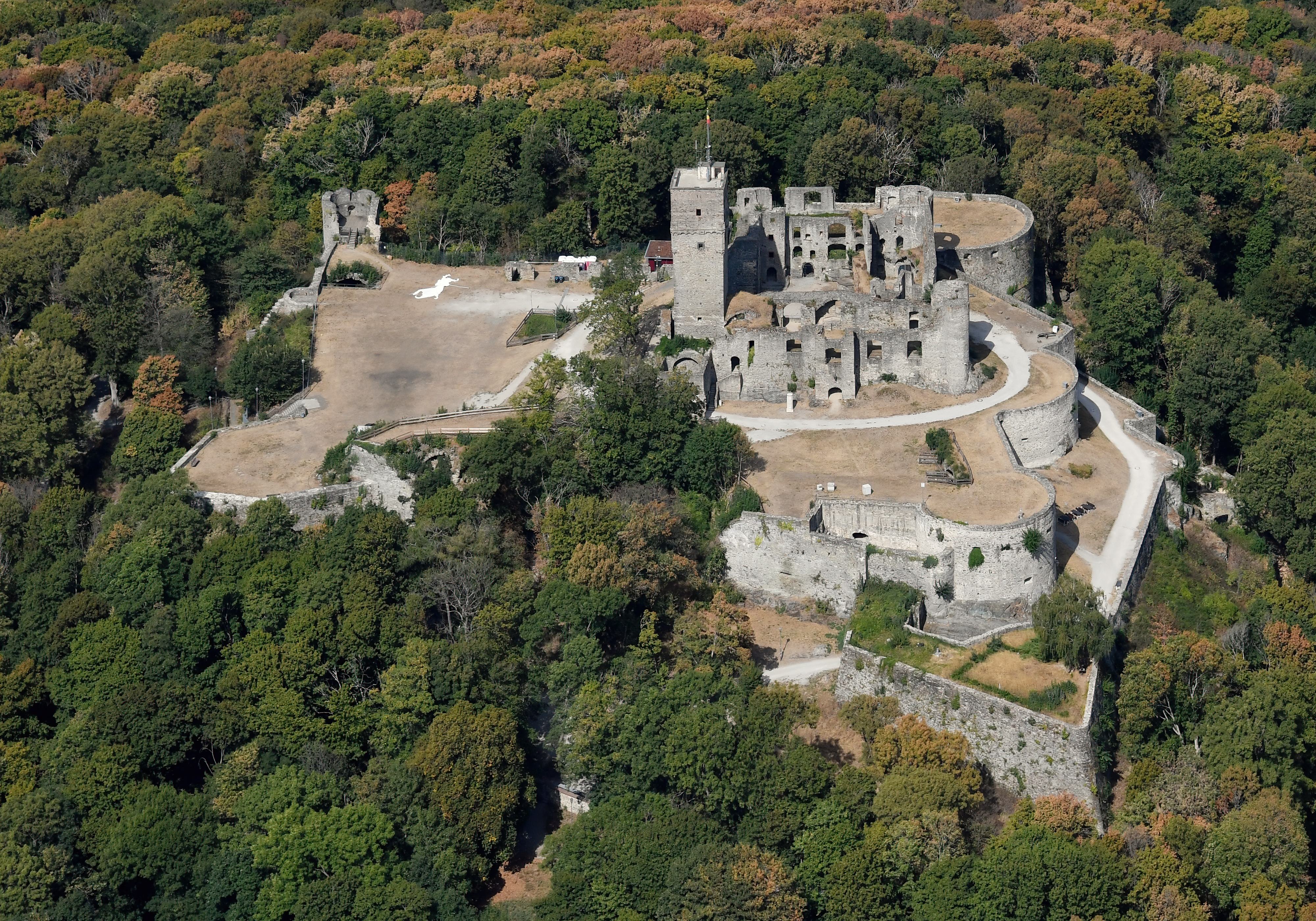
Burg Königstein aus der Vogelperspektive

Der heutige Zerstörungsgrad dürfte aber zum größeren Teil auf die Königsteiner Bevölkerung zurückgehen, die sich nach 1796 Baumaterial für zahlreiche Häuser in der heutigen Altstadt besorgte. Der Herzog von Nassau, an den die Burg nach dem Reichsdeputationshauptschluss fiel, verzichtete auf einen Wiederaufbau und duldete weitere zwanzig Jahre lang die Fortsetzung des Abbruchs. Es scheint hier von Johann Heinrich Liebeskind in seinem Bericht über die Belagerung 1793 eine allgemeine Ansicht zum Ausdruck gebracht worden zu sein, als er 1795 schrieb:
Wäre ich Eigentümer dieser Festung, so würde ich noch heute Befehl geben, sie zu demolieren und die Steine davon meinen unglücklichen Königsteiner Untertanen zum Wiederaufbau ihrer verschütteten Häuser schenken.
Während die Landeshoheit über Königstein 1866 an Preußen ging, blieb die Burg Privatbesitz von Herzog Adolph, des späteren Großherzogs von Luxemburg, der sich am Fuße des Bergs (Südostecke) ein eigenes kleines Schlösschen (heute Amtsgericht Königstein) baute. Seine Tochter, Hilda von Nassau, schenkte 1922 die Festungsruine der Stadt Königstein.
2015 wurde an der Burg eine Stauferstele errichtet. Sie erinnert an Kuno I. von Münzenberg, der als Erbauer der Burg bezeichnet wird, die aber schon vor seiner Zeit existierte.
In der Altstadt Königsteins gibt es ein Burgmuseum mit Fundstücken und einem Modell der Burg.

## Heutige Nutzung

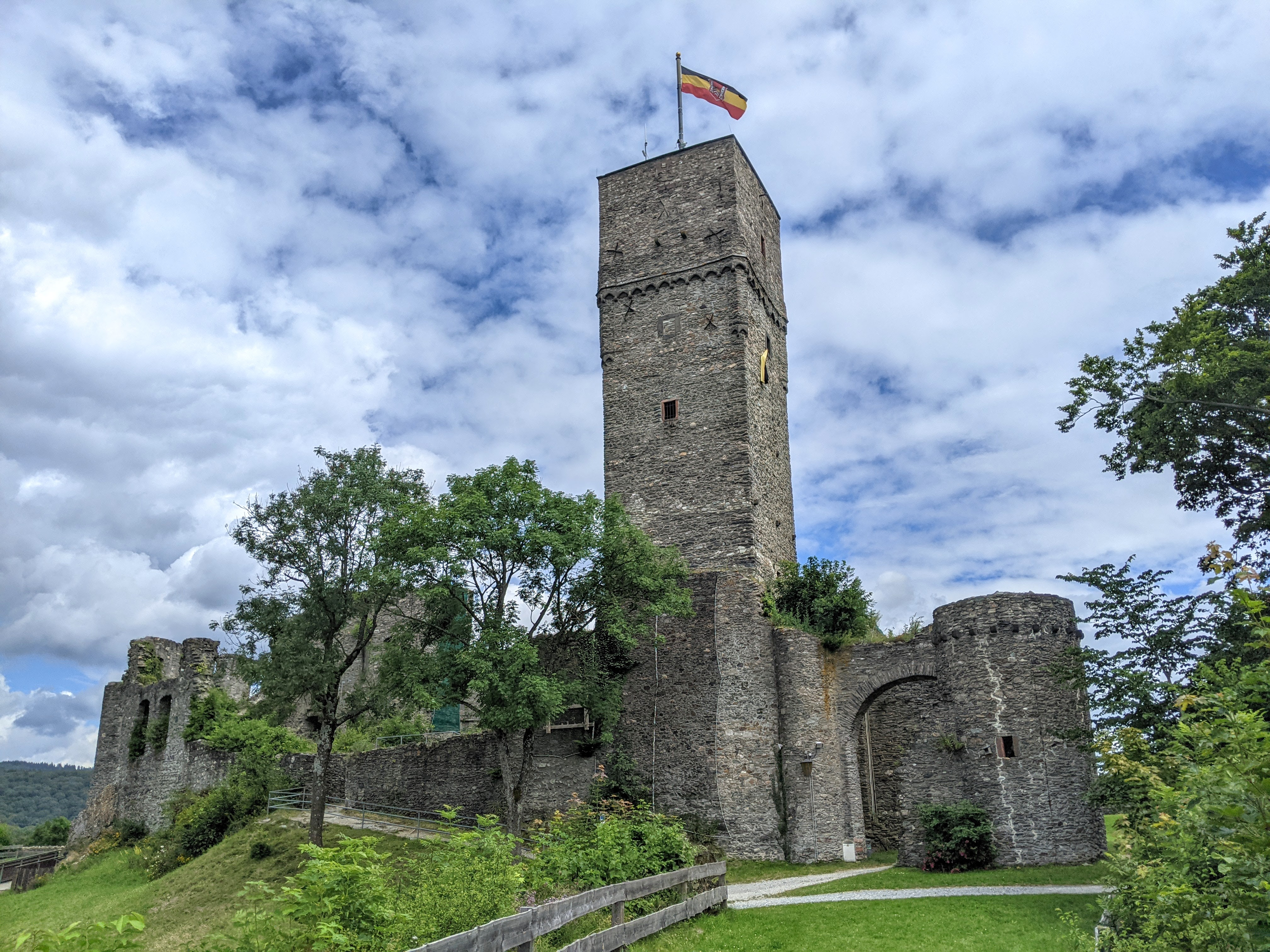
Burg Königstein: Der Bergfried

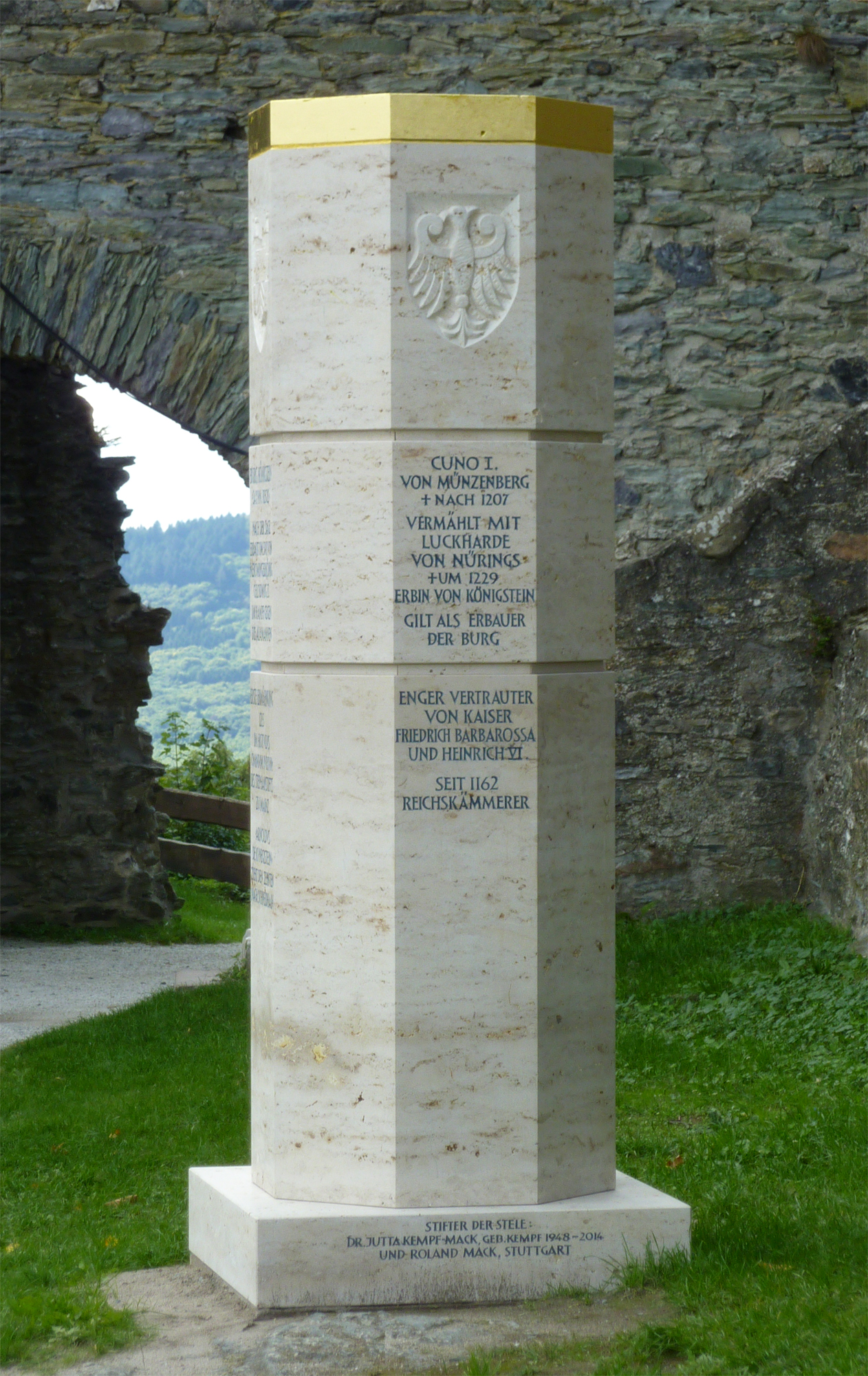
Stauferstele (2015)

Die Burg, die sich heute im Besitz der Stadt Königstein befindet, ist ganzjährig für Besucher geöffnet. Sowohl der Burgturm als auch die meisten Keller sind zugänglich. Einen der noch erhaltenen Gewölbekeller (den sogenannten Zeughauskeller) kann man auch für private Veranstaltungen mieten.
Die Burg ist eingebunden in den 2013 vom Taunusklub e. V. angelegten 3-Burgen-Weg Königstein – Falkenstein – Kronberg.

### Halloweenfestival
Ab 2024 wird eines der größten Halloweenfeste Deutschlands auf der Burg stattfinden. Das Festival existiert schon seit 1977 und wurde von damals in Darmstadt und Umgebung stationierten US-Amerikanern gegründet. Dabei werden die zahlreichen Besucher von verkleideten Schauspielern und Spezialeffekten erschreckt und unterhalten. Bis 2023 fand das Festival an drei Wochenenden im Herbst auf der Burg Frankenstein statt.

### Sommerveranstaltungen
In den Sommermonaten finden in der Burgruine mehrere größere Veranstaltungen statt – meist unter freiem Himmel:
| alles drin?!                       | Musisches Treffen des Bunds der Pfadfinderinnen und Pfadfinder           |
| Rock auf der Burg                  | Freiluftfestival mit Nachwuchsbands aus der Region                       |
| Ritterturnier mit Mittelaltermarkt | Ritterturnier, mittelalterliches Lagerleben und Mittelaltermarkt         |
| Burgfest                           | Historischer Festumzug, Programm in den Vereinskellern auf der Burgruine |
| Theater auf der Burg               | Verschiedene teils historische Theaterstücke                             |

## Anlage
Bei der Burg Königstein handelt es sich um eine trapezförmige Kastellburg. Ihr heutiges Aussehen geht vor allem auf das 14. und 15. Jahrhundert zurück. Der Bergfried mit einer Seitenlänge von 8,5 m war einst 35 m hoch, der Eingang befindet sich in einer Höhe von 7 m. Darunter ist er massiv. Die Ringmauer der Burg ist 1,5–2,5 m stark, die Schildmauer weist eine Stärke von bis zu 6 m auf.

## Burgruine als Uhubrutplatz
2019 und 2020 brüteten Uhus an der Ruine. Die Stadt brachte eine Webcam mit Blick auf das Nest an. Die Uhus brüteten in der Innenhofmauer. Wegen der Uhus ist der Innenhof während der Brutzeit gesperrt.

## Literatur

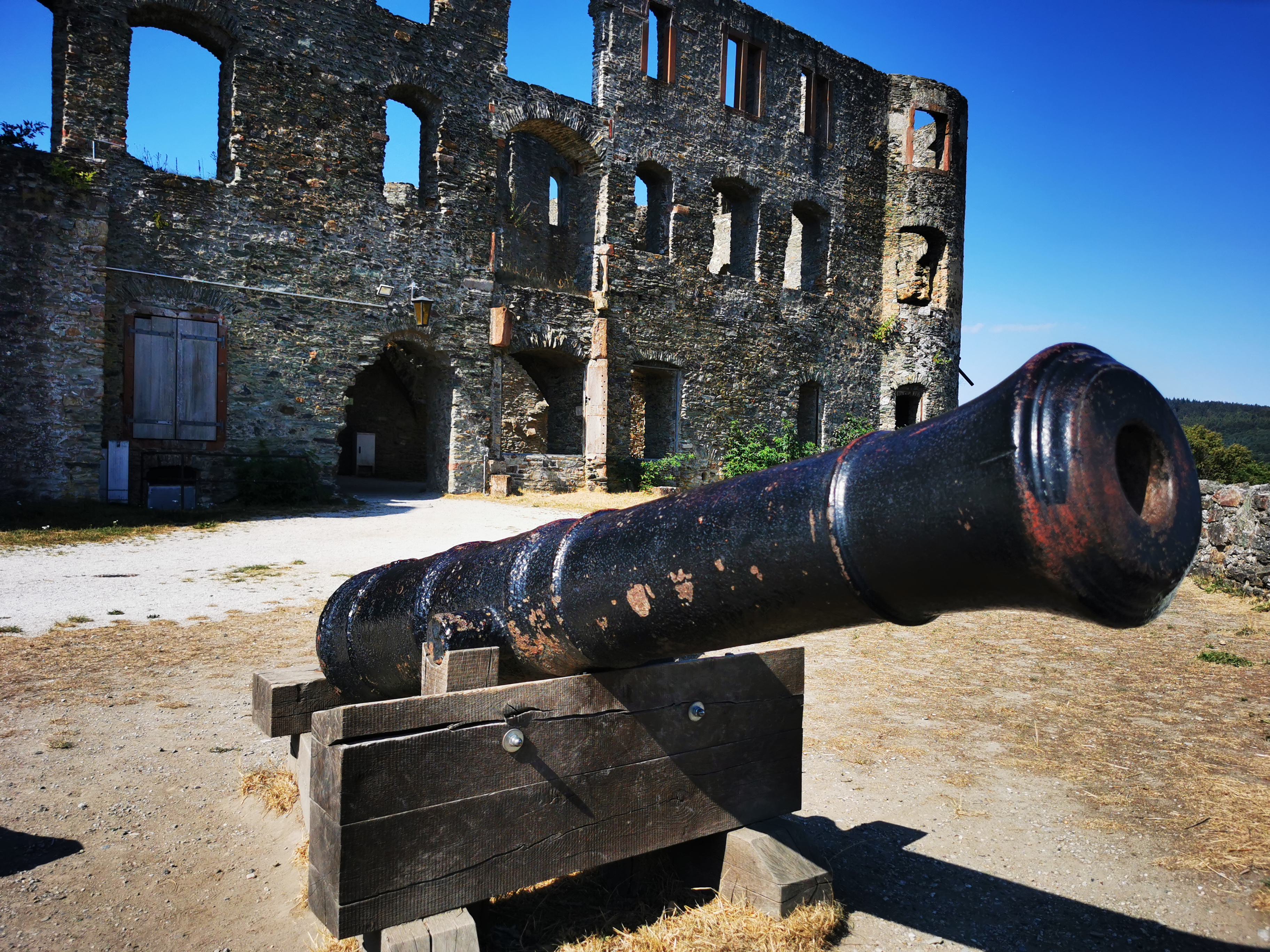
Britische 12-Pfünderkanone mit dem Emblem von König Georg dem III auf der Burgruine Königstein.